# Henk Gotlieb
Henk Gotlieb  (De Bilt, 11 november 1943 - Oldenzaal, 10 januari 2024) was een kunstschilder en fotograaf. 
Hij genoot de opleiding aan de AKI Enschede. 1965 en 1966 afdeling vrije schilderkunst. Na de periode van de schilderkunst werd fotografie zijn medium met polaroid projecten en fotografische vormgeving. Hij reisde veel en ontwikkelde de "en Passant art".
- PIC: 281344
- RKD-Nederlands Instituut voor Kunstgeschiedenis: 32936